# Франсиско, Сильвиньо
Сильви́ньо Франси́ско (англ. Silvino Francisco; 3 мая 1946, Кейптаун, ЮАР — 14 декабря 2024) — южноафриканский профессиональный игрок в снукер и английский бильярд.

## Биография и карьера
Сильвиньо родился в спортивной семье. Его старший брат, Мэнни, и племянник, Питер, тоже играли в бильярд на высоком уровне: Мэнни несколько раз был финалистом любительского чемпионата мира по английскому бильярду, а Питер, так же как и Сильвиньо, был профессиональным снукеристом.
В 1982 году Франсиско вышел в 1/4 финала чемпионата мира. В 1985 году он выиграл единственный рейтинговый турнир в своей карьере — British Open, победив в финале Кирка Стивенса, 12:9. Позднее Сильвиньо обвинил Кирка в употреблении наркотиков; за это высказывание южноафриканца крупно оштрафовали и сняли рейтинговые очки. Но позднее Кирк сам признался в употреблении кокаина, и все штрафы с Сильвиньо были сняты.
После этого Франсиско поучаствовал в ещё нескольких скандалах. В частности, после Мастерс 1989 года, когда он проиграл Терри Гриффитсу, 1:5, его обвинили в договорном матче и арестовали, но затем отпустили. В 1996 году из-за проблем с азартными играми Сильвиньо не сумел выплатить многочисленные долги, затем развёлся со своей женой, которая потребовала оставить ей после развода дом стоимостью в 350 000 фунтов стерлингов и выплачивать алименты на содержание четверых детей. Чтобы заработать необходимые деньги, Франсиско устроился на работу к своему приятелю и стал продавцом рыбы и картофеля. А в 1997 году, через год после завершения профессиональной карьеры, Сильвиньо арестовали и посадили в тюрьму на три года за торговлю гашишем.
Умер 14 декабря 2024 года в возрасте 78 лет.

## Достижения в карьере

### Профессиональный снукер
- British Open чемпион — 1985
- Чемпионат мира четвертьфинал — 1982

### Другие достижения
- Чемпион Южной Африки по снукеру среди профессионалов — 1987
- Чемпион Южной Африки по снукеру среди любителей — 1968, 1969, 1974, 1977
- Чемпион Южной Африки по бильярду среди любителей — 1972, 1973, 1975